# Чемпіонат Сан-Марино з футболу 2009—2010
Чемпіонат Сан-Марино з футболу 2009—2010 — 25-й сезон чемпіонату Сан-Марино з футболу, що проходив між 19 вересня 2009 та 31 травня 2010. Переможець чемпіонату кваліфікується до першого раунду Ліги чемпіонів УЄФА 2010—11, а віце-чемпіон (разом із володарем кубку) до Ліга Європи УЄФА 2010—2011. Чемпіоном став «Тре Фйорі».

## Учасники
У чемпіонаті брали участь 15 команд.
| Клуб              | Місто         |
| ----------------- | ------------- |
| Кайлунго          | Борго-Маджоре |
| Космос            | Серравалле    |
| Доманьяно         | Доманьяно     |
| Фаетано           | Фаетано       |
| Фйорентіно        | Фйорентіно    |
| Фольгоре/Фальчано | Серравалле    |
| Ювенес-Догана     | Серравалле    |
| Ла Фіоріта        | Монтеджардіно |
| Лібертас          | Борго-Маджоре |
| Мурата            | Сан-Марино    |
| Пеннаросса        | К'єзануова    |
| Сан-Джованні      | Борго-Маджоре |
| Тре Фйорі         | Фйорентіно    |
| Тре Пенне         | Сан-Марино    |
| Віртус            | Аккуавіва     |

## Турнірна таблиця

### Група А
| М | Команда       | І  | В  | Н | П  | МЗ | МП | РМ  | О  | Кваліфікація або пониження в класі |
| - | ------------- | -- | -- | - | -- | -- | -- | --- | -- | ---------------------------------- |
| 1 | Космос        | 21 | 11 | 5 | 5  | 32 | 24 | +8  | 38 | Кваліфікація у Плей-оф             |
| 2 | Доманьяно     | 21 | 10 | 7 | 4  | 32 | 21 | +11 | 37 | Кваліфікація у Плей-оф             |
| 3 | Ювенес-Догана | 21 | 10 | 6 | 5  | 34 | 20 | +14 | 36 | Кваліфікація у Плей-оф             |
| 4 | Мурата        | 21 | 9  | 6 | 6  | 35 | 21 | +14 | 33 |                                    |
| 5 | Ла Фіоріта    | 21 | 8  | 8 | 5  | 33 | 30 | +3  | 32 |                                    |
| 6 | Віртус        | 21 | 7  | 5 | 9  | 27 | 29 | −2  | 26 |                                    |
| 7 | Кайлунго      | 21 | 2  | 3 | 16 | 12 | 43 | −31 | 9  |                                    |
| 8 | Сан-Джованні  | 21 | 1  | 5 | 15 | 18 | 50 | −32 | 8  |                                    |

Джерела: myscore.ua soccerway.com
Правила класифікації: 
1) очок; 2) очок в очних зустрічах; 3) різниця м'ячів в очних зустрічах; 4) забито м'ячів в очних зустрічах; 5) різниця м'ячів; 6) кіл-ть забитих м'ячів.
(Ч) = Чемпіон; (Пн)/(В) = Понижено в класі/Вибув; (Пв) = Підвищення в класі; (ПП) = Переможець плей-оф; (Н) = Перехід до наступного раунду. 
Застосовується тільки коли сезон ще не закінчений: 
(К) = Кваліфікований до раунду турніру; (КН) = Кваліфікований до турніру, але не до конкретного раунду; (Д) = Дискваліфікований з турніру.

Head-to-Head: used when head-to-head record is used to rank tied teams.

### Група B
| М | Команда           | І  | В  | Н  | П  | МЗ | МП | РМ  | О  | Кваліфікація або пониження в класі                       |
| - | ----------------- | -- | -- | -- | -- | -- | -- | --- | -- | -------------------------------------------------------- |
| 1 | Тре Пенне         | 20 | 15 | 3  | 2  | 55 | 22 | +33 | 48 | 2-й кваліфікаційний раунд Ліга Європи УЄФА 2009—10 2     |
| 2 | Фаетано           | 20 | 12 | 4  | 4  | 41 | 20 | +21 | 40 | 1-й кваліфікаційний раунд Ліга Європи УЄФА 2009—10 1     |
| 3 | Тре Фйорі Ч       | 20 | 11 | 5  | 4  | 26 | 14 | +12 | 38 | 1-го кваліфікаційного раунду Ліга чемпіонів УЄФА 2009—10 |
| 4 | Пеннаросса        | 20 | 9  | 7  | 4  | 30 | 25 | +5  | 34 |                                                          |
| 5 | Лібертас          | 20 | 3  | 10 | 7  | 22 | 29 | −7  | 19 |                                                          |
| 6 | Фйорентіно        | 20 | 4  | 1  | 15 | 17 | 45 | −28 | 13 |                                                          |
| 7 | Фольгоре/Фальчано | 20 | 2  | 5  | 13 | 21 | 42 | −21 | 11 |                                                          |

Джерела: myscore.ua soccerway.com
Правила класифікації: 
1) очок; 2) очок в очних зустрічах; 3) різниця м'ячів в очних зустрічах; 4) забито м'ячів в очних зустрічах; 5) різниця м'ячів; 6) кіл-ть забитих м'ячів.
1Як фіналіст Кубку Титанів 2009—2010.
 2Як бронзовий призер чемпіонату.
(Ч) = Чемпіон; (Пн)/(В) = Понижено в класі/Вибув; (Пв) = Підвищення в класі; (ПП) = Переможець плей-оф; (Н) = Перехід до наступного раунду. 
Застосовується тільки коли сезон ще не закінчений: 
(К) = Кваліфікований до раунду турніру; (КН) = Кваліфікований до турніру, але не до конкретного раунду; (Д) = Дискваліфікований з турніру.

Head-to-Head: used when head-to-head record is used to rank tied teams.

## Плей-оф
У Плей-оф брали участь 3 найкращі команди кожної групи. Команда, яка програла двічі, вибуває.

### Перший раунд
| 3 травня 2010 22:15 (CET) |

| Фаетано                     | 2-0      | Ювенес-Догана |
| --------------------------- | -------- | ------------- |
| А. Мороні 28' Ф. Віролі 90' | Протокол |               |

| Спортивний стадіон ім. Федеріко Крешентіні, Фйорентіно |

| 4 травня 2010 22:15 (CET) |

| Доманьяно | 0-2      | Тре Фйорі                    |
| --------- | -------- | ---------------------------- |
|           | Протокол | Ф. Амічі 63' М. Андреїні 79' |

| Фонте дель Ово, Сан-Марино |

### Другий раунд
| 12 травня 2010 22:15 (CET) |

| Фаетано | 0-0 (пен. 3:0) | Тре Фйорі |
| ------- | -------------- | --------- |
|         | Протокол       |           |

| Фонте дель Ово, Сан-Марино |

| 12 травня 2010 22:15 (CET) |

| Ювенес-Догана              | 2-4      | Доманьяно                                                 |
| -------------------------- | -------- | --------------------------------------------------------- |
| М. Фантіні 45', 63' (пен.) | Протокол | Р. Баярдо 16', 58' (пен.) С. Берарді 45' Н. Пальярані 66' |

| Спортивний стадіон ім. Федеріко Крешентіні, Фйорентіно |

### Третій раунд
| 11 травня 2010 22:15 (CET) |

| Тре Пенне                                    | 3-0 (дч) | Космос |
| -------------------------------------------- | -------- | ------ |
| Ф. Франчіні 91' М. Валлі 95' Е. Чібеллі 105' | Протокол |        |

| Фонте дель Ово, Сан-Марино |

| 13 травня 2010 22:15 (CET) |

| Доманьяно | 0-3      | Тре Фйорі                     |
| --------- | -------- | ----------------------------- |
|           | Протокол | С. Арута 40', 46', 90' (пен.) |

| Фонте дель Ово, Сан-Марино |

### Четвертий раунд
| 17 травня 2010 22:15 (CET) |

| Тре Фйорі    | 1-0      | Космос |
| ------------ | -------- | ------ |
| С. Арута 79' | Протокол |        |

| Фонте дель Ово, Сан-Марино |

| 21 травня 2010 22:15 (CET) |

| Тре Пенне    | 1-0      | Фаетано |
| ------------ | -------- | ------- |
| М. Валлі 77' | Протокол |         |

| Фонте дель Ово, Сан-Марино |

### Півфінал
| 25 травня 2010 22:00 (CET) |

| Тре Фйорі                 | 2-1      | Фаетано       |
| ------------------------- | -------- | ------------- |
| С. Арута 13' К. Менін 79' | Протокол | М. Джанні 90' |

| Олімпійський стадіон, Серравалле |

### Фінал
| 31 травня 2010 22:00 (CET) |

| Тре Пенне      | 1-2 (дч) | Тре Фйорі          |
| -------------- | -------- | ------------------ |
| М. Палацці 80' | Протокол | С. Арута 18', 103' |

| Олімпійський стадіон, Серравалле |

## Переможець
| Чемпіон Сан-Марино 2009—10 |
| -------------------------- |
| «Тре Фйорі» 6-й титул      |